# Moses Bahelfer
Moses Bahelfer, Geburtsname Moshe Bagelferyches (geboren 29. Juni 1908 in Wilna, gestorben 1995 in Paris als Moses Bagel) war ein litauischer Reklamezeichner und Bühnenbildner, der am Staatlichen Bauhaus studiert hatte.

## Leben
Moses Bahelfer absolvierte eine Dekorateur- und Malerlehre in der Gewerbeschule von Wilna. Anschließend nahm er ein Grafik-Semester an der Kunstgewerbeschule. Er wurde Mitglied der Gruppe „Jung-Wilna“, der junge Künstler, Schriftsteller und jiddischsprachige Dichter angehörten und an deren Ausstellungen er sich beteiligte. Bahelfer nahm 1928 ein Studium am Bauhaus in Dessau auf, wo er nach dem Vorkurs der Druck- und Reklamewerkstatt sowie der Plastischen Werkstatt unter Joost Schmidt angehörte. Bahelfer bekam ab 1929 Unterricht in der freien Malklasse bei Paul Klee und Wassily Kandinsky. Da Bahelfer mittellos war, wurde ihm das Schulgeld vom Bauhaus erlassen. Er wohnte mit seinem ebenfalls aus Wilna stammenden und mittellosen Kommilitonen Isaak Butkow zur Untermiete, wobei die Wirtsleute beide verköstigten. Anfang 1932 wurden die Arbeiten von Moses Bahelfer am Bauhaus ausgestellt. Kurz danach erhielt er vom Bauhaus sein Diplom und emigrierte 1932 nach Frankreich.

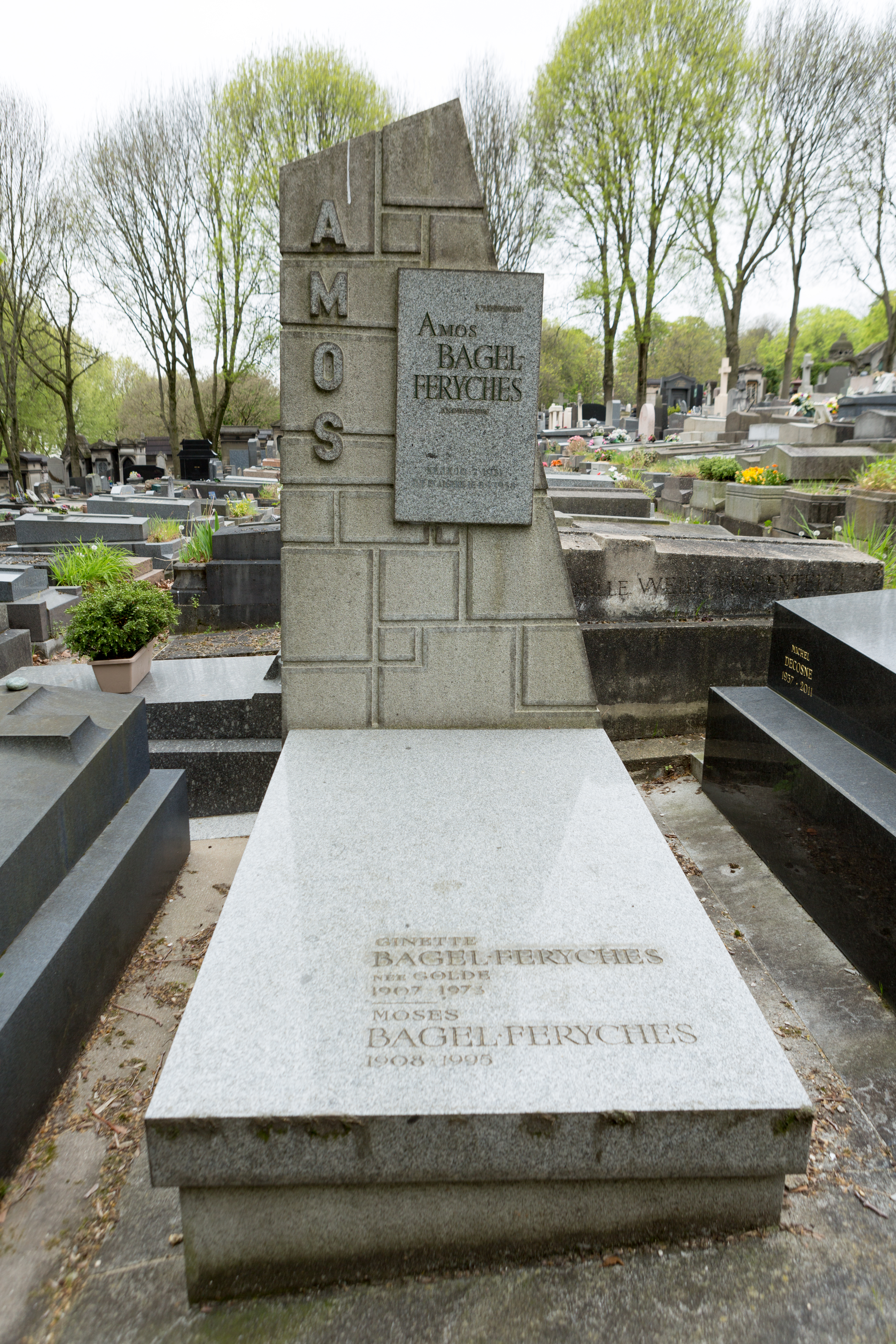
Familiengrab von Moses Bahelfer in Paris

Er ging mit seiner Ehefrau Gitel Golde, die seit 1930 am Bauhaus studiert hatte, nach Paris. Dort nannte er sich Moses Bagel und war als Grafiker und Illustrator tätig. Er arbeitete für die Literaturzeitschrift Nouvelle Revue Française, illustrierte Kinderbücher und fertigte Fotoreportagen. 1939 ging er zur Fremdenlegion oder zur französischen Armee, wurde aber vom Dienst freigestellt. Während der deutschen Besetzung Frankreichs hielt er sich in Toulouse auf. Dort arbeitete für einen Architekten, schloss sich einer Widerstandsgruppe an und fälschte Personaldokumente. Nach der Befreiung illustrierte er in Paris Bücher und war für jüdische Zeitungen tätig. Bahelfer entwarf für das „Yiddish Theatre“ als jiddisches Theater in Paris Bühnenbilder und Kostüme. Darüber hinaus war er von 1947 bis 1968 Leiter der Reklamewerkstatt von 20th Century Fox in Paris. 1972 und 1973 gab Bahelfer Zeichenkurse an der École des Beaux-Arts Paris.
Er wurde auf dem Pariser Friedhof Père-Lachaise unter dem Namen Moses Bagel-Feryches neben seiner Ehefrau Ginette Bagel-Feryches (1907–1973) und seinem Sohn Amos Bagel-Feryches (1931–1958) beigesetzt.